# Steve Berry
Steve Berry, född 1955 i Atlanta, är en amerikansk författare av spänningsromaner. Han har även arbetat som advokat.

### Fristående romaner
- The Amber Room, 2003
- The Romanov Prophecy, 2004
- Den tredje hemligheten (The Third Secret), 2005

### Cotton Malone
1. Tempelriddarens arv (The Templar Legacy), 2006
2. Alexandriakoden (The Alexandria Link), 2007
3. Venedigkonspirationen (The Venetian Betrayal), 2007
4. The Charlemagne Pursuit, 2008
5. The Paris Vendetta, 2009
6. The Emperor's Tomb, 2010

### Cassiopeia Vitt
1. The Balkan Escape, 2010, (novell, endast publicerad som e-bok)